# トマ・ロベール・ブジョー
トマ＝ロベール・ブジョー（Thomas-Robert Bugeaud, 1784年10月15日 - 1849年6月10日）は、フランスの軍人である。ビュジョーとも表記される。元フランス領アルジェリア総督。

## 生涯
リモージュで生まれる。1804年にナポレオン戦争においてナポレオン近衛連隊の擲弾兵として従軍し、ウルムの戦いやアウステルリッツの戦いに参加する。スペインにおいても軍務に就き、オダールでの戦いでイギリス軍部隊を撃退して中佐に昇進し、帰国してさらに大佐に昇進する。復古したブルボン朝においては強制的に退役させられた。ペリゴールで農業改革に取り組み、1829年に国会選挙で落選する。
しかし翌年の7月革命を機に再び入隊して少将に任官され、同時に県議会議員と国民議会議員を兼任する。1836年にサン・メリー街の暴動においては暴動鎮圧作戦を指揮し、任務を達成するが市民への発砲などにより国内から批判を浴びることになる。数ヶ月間、当時のフランスの植民地アルジェリアに滞在するがアルジェリアの高級司令部には勤務せず、赴任していた。しかし1839年にアルジェリア駐留軍総司令官の地位を求めて1840年にルイ・フィリップ王からアルジェリア総督を拝命する。そこでアルジェリアにおけるフランス軍部隊の編制・教義・戦術などを抜本的に変更して現地住民による抵抗を無力化に努めた。ブジョーは兵士たちの献身をもとに精力的に活動し、敏捷な作戦により抵抗勢力の指導者であったアブド・アルカーディルの軍隊を内陸の僻地に追い出した。1843年、フランス元帥に昇進し、1844年にはイスリーで大勝を収めた。この功績が認められてイスリー公爵（Duc d'Isly）に叙任された。
1846年、フランス政府と植民地運営において見解が相違したために本国に召還された。1848年における二月革命においてはパリ部隊の指揮を執るが、部隊行動は行っていない。1849年においてヨーロッパ危機においてはアルプス軍の指揮を執るものの、同年にコレラによって死去する。
任官した年においてはフランス軍は対反乱作戦に失敗し、戦力は陣地防御に釘付けにされ、兵站部隊は襲撃され、後方支援がアラブ人によって破壊された。フランス軍による報復攻撃でも敵は正面攻撃を回避して側面攻撃、落伍者の襲撃で疲弊させた。ブジョーは部隊を対反乱作戦のために再編し、従来の要塞構築ではなく斥候部隊と情報収集が重要だと考え方を転換した。そして数百名から数千名の兵員から成る軽装部隊を編成して地方に派遣され、作戦においては予め選定した目標に一気に部隊を集中する行動を行った。また部隊の士気を向上させるために病気が横行する病院施設を整備し、衛生状態を改善した。さらに過重の重装備を軽量化して機動力を高め、大規模だった陣形を小型化して相互支援できるように射撃正面を重ねた。ブジョーはアラブの生活基盤を破壊することによって彼らを降伏させた。

## 対反乱と影響
そして「襲撃（ラジア）」は古来からアフリカで戦利品を獲得するために行われてきた大きな音声で敵を圧倒する襲撃の手法であったが、ブジョーはこの穀物の焼却や障害物の破壊を近代的な戦闘教義にまで発展させた。ブジョーはアルジェリア各地でラジアを焦土作戦として実施し、移動性民族たちの生活基盤を徹底的かつ全面的に破壊した。これは部隊の残忍性が大いに増大されることになり、1845年6月にエマブル・ペリシエ大佐がシェリフ地方海岸地帯に位置するダーラの洞窟に、アラブ人集団を罠で捕獲したときには最悪であった。交渉の後にペリシエ大佐は洞窟に閉じ込めた上で洞窟の入り口で火を炊いて男女500人のアラブ人が窒息死した。
この行為が上院で報告されるとフランスでは抗議が噴出した。ブジョーはしかしながらペリシエを賛美して同様の行為が行われることを示唆した。同年8月にサンタルノ大佐は洞窟に逃げ込んだアラブ人を生き埋めにし、その後の2年間も大量虐殺は続いた。アルジェリア征服が完了した後に一部の将校はフランス人移民の人種差別的行為を防止するために軍隊は働いていると考えるようになるが、アラブ人大衆の敵意と不信感は増大した。ゆえにアラブ人の間でイスラームの信仰が復活し始めた際にも結束を強める恐れがあるとしてこれを警戒した。またブジョーの成果はフランス国内の反発を生んでしまい、フランス兵の価値観を歪めてアフリカに秩序をもたらすというフランスの主張との乖離を生じさせた。1846年にアレクシス・ド・トクヴィルはアルジェリアの軍当局の過剰な殺戮行為に衝撃を受けて批判し、これはフランス国内に19世紀末のドレフュス事件と重なって反軍活動を活性化させた。さらにアルジェリア駐留フランス軍とフランスの関係は疎遠なものとなり、フランスのために命を懸けて戦っていると信じている軍人たちは自分たちが誤解されて理解されている、または無知にも拘らず批判されていることによって後々までフランスの社軍関係に影響を残した。
その後、マダガスカル総督を務めたジョゼフ・ガリエニやモロッコ統監のユベール・リョテにより継承され発展し、アルジェリア戦争においてジャック・マシュによる苛烈な反乱鎮圧戦術に昇華された。